# Andizhan (Schiffstyp)
Der Frachtschiffstyp Andizhan war der meistgebaute Serienfrachtschiffstyp in der Deutschen Demokratischen Republik.

## Geschichte

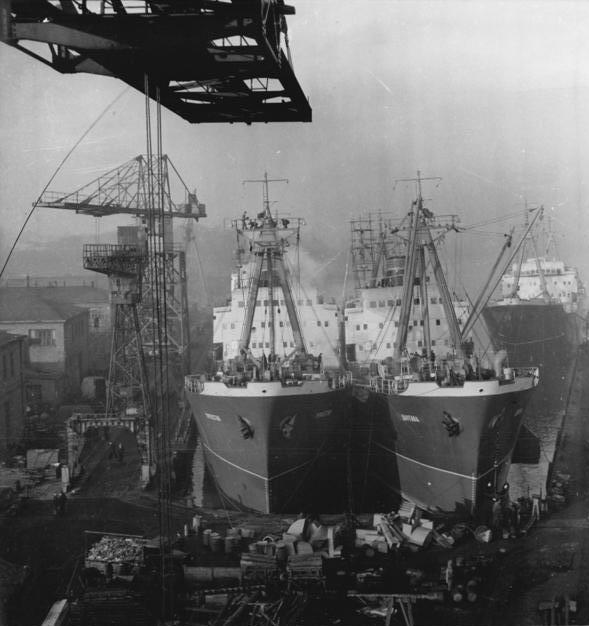
Drei Schiffe der Serie Andizhan am Ausrüstungskai

Die Serie wurde von 1958 bis 1962 in 46 Einheiten von der Neptunwerft hergestellt. Zusammenfassend werden die  Serien Andizhan und Kolomna sowie die Schiffe Thälmann-Pionier und Christo Botev auch als Typ 201 bezeichnet.
Erstes Schiff und Namensgeber der Serie war die am 13. September 1958 an ihre sowjetische Reederei übergebene und nach der usbekischen Stadt Andijon benannte Andizhan mit der Baunummer 251 und der IMO Nummer 5016303. Die in  Shdanow beheimatete Andizhan wurde 1986 an Nordvietnam übergeben und in Song Da 2 umbenannt, blieb bis zum Dezember 1995 in Fahrt und wurde dann abgewrackt. Die 46 Einheiten der Serie Andizhan wurden komplett an die Sowjetunion geliefert. Letztes Schiff der Serie war die am 20. Dezember 1962 übergebene Kholmogory mit der Baunummer 248. Die Mehrzahl aller Andizhan-Schiffe wurde nach einer Dienstzeit  von etwa 25 Jahren abgebrochen. Einige Exemplare wurden jedoch bis in die zweite Hälfte der 1990er Jahre betrieben.

## Technik
Nach den beim Bau des Schiffstyps Kolomna und der beiden Nachfolgeschiffe Thälmann-Pionier und Christo Botev gemachten Erfahrungen, wurden die Schiffe des Typs Andizhan vom vorher verwendeten Dampfmaschinenantrieb auf den treibstoffsparenderen Antrieb durch Dieselmotoren umgestellt. Die beiden je 920 kW leistenden 4-Takt Dieselmotoren des Typs 8SV 55 Au wurden vom VEB Görlitzer Maschinenbau geliefert und wirkten über ein Untersetzungsgetriebe mit hydraulischer Kupplung auf einen Festpropeller mit 4,48 m Durchmesser und einer Drehzahl von bis zu 90 Umdrehungen pro Minute.
Wie bei der Vorgängerserie wurden die überwiegend geschweißten Rümpfe in Sektionsbauweise zusammengefügt.
Die vier Laderäume mit einem Ballenraum von 5635 m3 wurde mit herkömmlichen Scherstöcken, Deckeln und Persenningen seefest verschlossen. Das Ladegeschirr bestand aus acht Ladebäumen für jeweils 5 Tonnen, einem 15 Tonnen und einem 40 Tonnen Ladebaum, die an neuartigen „A“-förmigen Masten befestigt waren.